# Die Sammler und die Sammlerin
Die Sammler und die Sammlerin (Originaltitel: Les glaneurs et la glaneuse) ist ein französischer Dokumentarfilm von Agnès Varda aus dem Jahr 2000.

## Inhalt

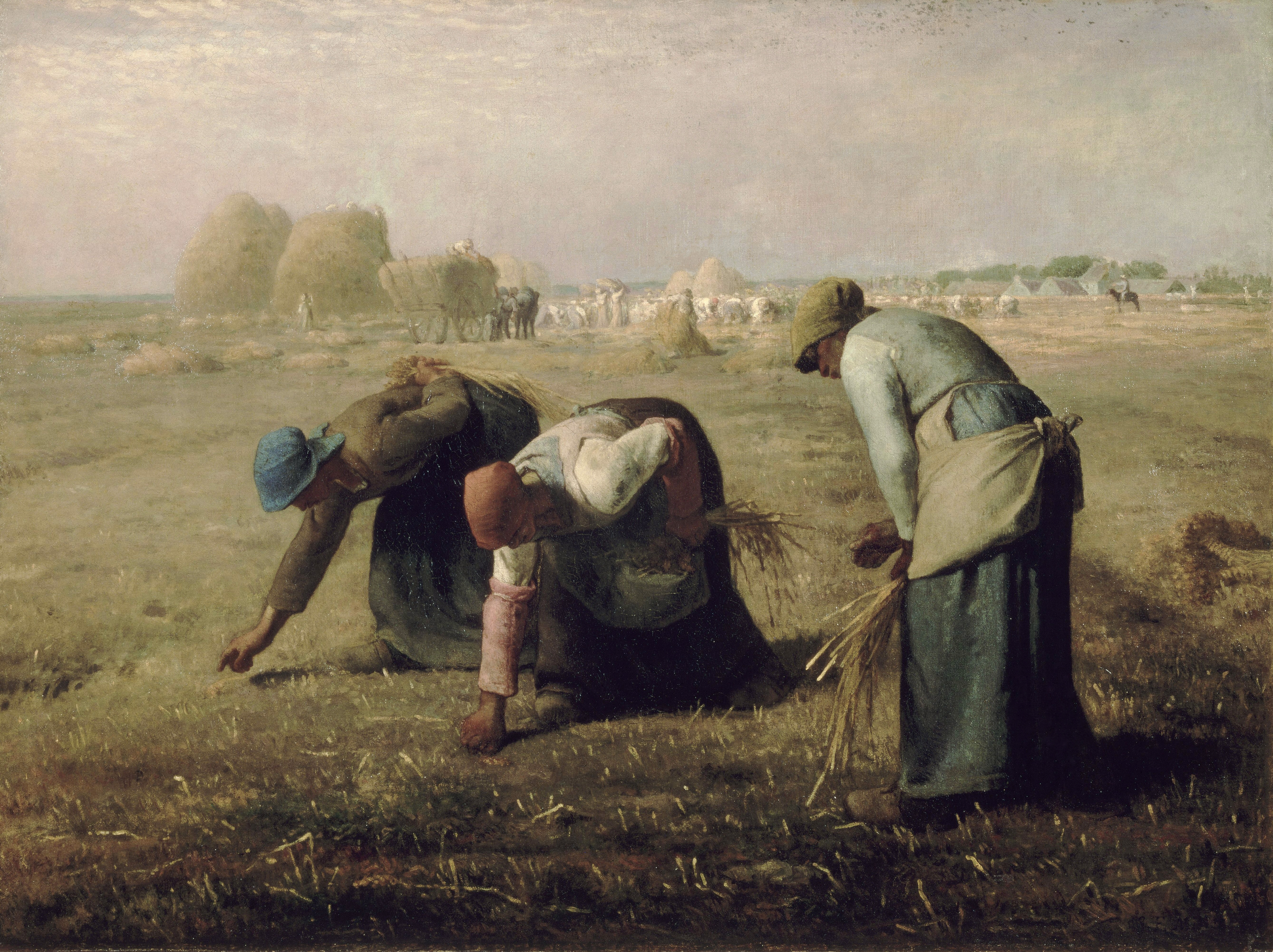
Des glaneuses (häufig auch Les glaneuses), Gemälde von Jean-François Millet (1857), Musée d’Orsay

In dem an vielen verschiedenen Orten Frankreichs gedrehten Film wird die Praxis der Nachlese bzw. des Stoppelns überwiegend aus der Sicht der ländlichen Bevölkerung Frankreichs gezeigt. Das Recht der Nachlese (frz. „glaner“ für „auflesen“, „einsammeln“) bezieht sich ursprünglich auf das, was nach der Ernte auf dem Feld liegenbleibt. In vielen Szenen ist ein in Robe gekleideter Jurist zu sehen, der direkt vor Ort jeweils die Gesetzeslage erläutert. Der Dokumentarfilm interessiert sich für Sammler/Stoppler, die die frisch abgeernteten Felder nach essbaren Ernterückständen absuchen, aber auch für andere Typen von Sammlern. Diese Glaneurs, wie Agnès Varda sie in Bezug auf die Glaneuses des Gemäldes von Jean-François Millet (1814–1875) nennt, sind sehr verschiedene Menschen: jung und alt, Bauern, Sozialhilfeempfänger, Angestellte, Rentner, in der Stadt oder auf dem Land, die auf den Feldern nach der Ernte Zurückgebliebenes auflesen oder sich übriggebliebenes Obst aus den Bäumen pflücken; Gemüse, Obst oder Feldfrüchte, teils unförmig oder mit zu großen Maßen für die kommerzielle Verwertbarkeit, die von den Unternehmen zurückgelassen werden, weggeworfene essbare Lebensmittel, gesammelt aus den abgestellten Behältern von Supermärkten, Bäckereien oder nach dem Ende von Märkten. Der Film zeigt auch Menschen, die Gegenstände aus Mülleimern oder dem Sperrmüll an den Straßen sammeln. Diese Gegenstände werden repariert und von den Menschen im Alltagsleben wiederverwendet, oder auch von Künstlern als Material für ihre Kunstwerke genutzt.

## Fortsetzung
Eine Fortsetzung ist ihr Film Les glaneurs et la glaneuse… deux ans après (Zwei Jahre danach), der 2002 erschien.